# Tamenaga Shunsui

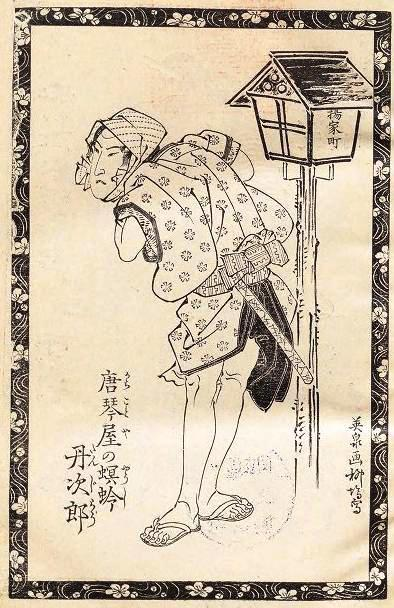
Buch: „Umegoyomi Tanjirō“

Tamenaga Shunsui (japanisch 為永 春水, wirklicher Name: Sasaki Sadataka (佐々木 貞高), allgemein bekannt als Echizenʻya Chōjirō (越前屋 長次郎); geboren 1790 in Edo; gestorben 11. Februar 1844 daselbst) war ein japanischer Autor von Liebesbüchern, Lesebüchern und gemischten Erzählungen in der Edo-Zeit. Weitere Künstlernamen sind unter anderem Shinrontei Shujin II. (2代目振鷺亭主人), Nansen Shosomannin II. (南仙笑楚満人).

## Leben und Wirken
Tamenaga Shunsui scheint als Sohn eines Städters in Edo in die Welt gekommen zu sein, aber seine frühe Karriere ist unbekannt. Es wird gesagt, dass er sehr kurzsichtig war, weil er schon in jungen Jahren Kana-Geschichten gelesen haben soll. Ab etwa 1818 leitete er die Buchhandlung Seirindō (青林堂) und strebte danach, Dramatiker zu werden, indem er Schüler von Ryūtei Tanehiko, Shikitei Samba, Shinrotei (振鷺亭; gestorben 1815) und anderen wurde.
1819 wurde der erste Band von „Akegarasu Goseimu“ (明烏 後正夢) unter dem Namen „Nansen Shoso Manto II.“ (2世 南仙笑楚満人) unter Verwendung des Entwurfs von Matsushima Hanji II. (2代目 松島 半二) veröffentlicht. Danach veröffentlichte er eine Reihe von Büchern über die Menschheit, und um 1827 hatte er sich als Dramatiker etabliert, mit Gemeinschaftsarbeiten der sogenannten „Seirindō Werkstatt“ (青林堂工房, Seirindō Kōbō). Ab 1829 nannte er sich Shunsui Tamenaga, verlor dann im März desselben Jahres bei dem „Ansei-Großbrand“ (安政の大火, Ansei no taika) seine Buchhandlung Seirindō.
Seine Schüler und Freunde verließen Tamenaga, und so war er gezwungen, sich als Dramatiker selbstständig zu machen. Diese Werke, die die Liebe zwischen einem Mann und einer Frau in der Stadt Edo auf  emotionale Weise beschreiben, wurde von den Lesern als neuartiger Genreroman begrüßt, der die überlieferten Elemente von Büchern im Kusazoshi-Stil (草双紙) und die realistischen Elemente der Bücher im Sharebon-Stil (洒落本) harmonisch integrierte.
Als „Urheber von Edo Ninjō-bon“ (江戸人情本の元祖) wurde Tamenaga zum Liebling der Literaturwelt. Die Buchhandlung brachte ihn dazu, eine ganze Reihe von Werken zu schreiben, darunter den Fortsetzungsromane „Harumi Umeko Homare“. Weitere Bücher, deren Titelvorsatz shunshoku (春色, Farben des Frühlings. der Liebe) auf das Genre hinwiesen, darunter „Shunshoku Umegoyomi“ (1832 bis  1833), „Shunshoku Tatsumi no sono“ (1833 bis 1835), „Shunshoku Megumi no hana“ (1838) und  dieser Bücher waren junge Frauen, denn Shunsuis romantische Liebesszenen trafen ihren Geschmack und machten ihn so zu einem beliebten Schriftsteller. Infolgedessen wurde es ihm unmöglich, alle Werke selbst zu schreiben, so dass er mit Bekannten und Schülern zusammen unter dem Namen „Tamenaga Ren“ publizierte. Das brachte ihn dazu, ein neues Konzept zu schaffen, was zur Geburt eines Stils des subjektiven Realismus, „Tamenaga-Stil“  (為永流, Tamenaga ryū) führte, in dem nun Szenen vielschichtig dargestellt werden. Er wurde so zum führenden Autor von Büchern über menschliche Emotionen.
Während der Tempō-Reformen (1841 bis 184) wurde Tamenaga für 50 Tage in Ketten gelegt eingesperrt, weil seine Werke  – wie es hieß – den Sitten schadeten. Dies scheint für den in sich gekehrten und eher zurückhaltenden Shunsui zu hart gewesen zu sein – er starb im folgenden Jahr an einer Krankheit. Sein Grab befindet sich am Myōzenji (妙善寺) in Tokio im Bezirk Setagaya im Ortsteil Kita-Karasuyama (北烏山). Sein Ableben beendete jedoch die weitere Blüte des Genres keineswegs.